# Bolivia en la Copa Mundial de Fútbol de 1994
La selección de Bolivia fue una de las 24 selecciones nacionales participantes de la Copa Mundial de Fútbol de 1994, realizada en los Estados Unidos.
El equipo integró el Grupo C compuesto también por Alemania (campeón vigente), Corea del Sur y España.
El partido inaugural del Mundial lo protagonizó Bolivia ante Alemania en Chicago. El juego lo ganó el equipo teutón 0:1. Seis días después, igualaron sin goles frente a los surcoreanos y finalmente, se despidió del torneo con una derrota  1:3 con España. El único gol en el Mundial lo anotó el volante Erwin Sánchez. De esta forma la selección Boliviana quedó eliminada en la primera ronda.

## Clasificación

### Grupo B
| Equipo    | Pts | PJ | PG | PE | PP | GF | GC | Dif |
| --------- | --- | -- | -- | -- | -- | -- | -- | --- |
| Brasil    | 12  | 8  | 5  | 2  | 1  | 20 | 4  | +16 |
| Bolivia   | 11  | 8  | 5  | 1  | 2  | 22 | 11 | +11 |
| Uruguay   | 10  | 8  | 4  | 2  | 2  | 10 | 7  | +3  |
| Ecuador   | 5   | 8  | 1  | 3  | 4  | 7  | 7  | 0   |
| Venezuela | 2   | 8  | 1  | 0  | 7  | 4  | 34 | -30 |

| Fecha                    | Lugar        |           |                      | Resultado |                      |           |
| ------------------------ | ------------ | --------- | -------------------- | --------- | -------------------- | --------- |
| 18 de julio de 1993      | Puerto Ordaz | Venezuela | Bandera de Venezuela | 1:7 (1:3) | Bandera de Bolivia   | Bolivia   |
| 25 de julio de 1993      | La Paz       | Bolivia   | Bandera de Bolivia   | 2:0 (0:0) | Bandera de Brasil    | Brasil    |
| 8 de agosto de 1993      | La Paz       | Bolivia   | Bandera de Bolivia   | 3:1 (1:0) | Bandera de Uruguay   | Uruguay   |
| 15 de agosto de 1993     | La Paz       | Bolivia   | Bandera de Bolivia   | 1:0 (1:0) | Bandera de Ecuador   | Ecuador   |
| 22 de agosto de 1993     | La Paz       | Bolivia   | Bandera de Bolivia   | 7:0 (3:0) | Bandera de Venezuela | Venezuela |
| 29 de agosto de 1993     | Recife       | Brasil    | Bandera de Brasil    | 6:0 (5:0) | Bandera de Bolivia   | Bolivia   |
| 12 de septiembre de 1993 | Montevideo   | Uruguay   | Bandera de Uruguay   | 2:1 (1:1) | Bandera de Bolivia   | Bolivia   |
| 19 de septiembre de 1993 | Guayaquil    | Ecuador   | Bandera de Ecuador   | 1:1 (0:1) | Bandera de Bolivia   | Bolivia   |

## Jugadores
Datos corresponden a situación previo al inicio del torneo
| #  | Nac | Nombre                 | Posición      | Edad | PJ Sel | Club              |
| -- | --- | ---------------------- | ------------- | ---- | ------ | ----------------- |
| 1  |     | Carlos Trucco          | Portero       | 36   | –      | Bolívar           |
| 2  |     | Juan Manuel Peña       | Defensa       | 21   | –      | Santa Fe          |
| 3  |     | Marco Sandy            | Defensa       | 22   | –      | Bolívar           |
| 4  |     | Miguel Rimba           | Defensa       | 27   | –      | Bolívar           |
| 5  |     | Gustavo Quinteros      | Defensa       | 29   | –      | The Strongest     |
| 6  |     | Carlos Borja           | Mediocampista | 33   | –      | Bolívar           |
| 7  |     | Mario Pinedo           | Delantero     | 30   | –      | Oriente Petrolero |
| 8  |     | José Milton Melgar     | Mediocampista | 34   | –      | The Strongest     |
| 9  |     | Álvaro Peña            | Delantero     | 29   | –      | Deportes Temuco   |
| 10 |     | Marco Etcheverry       | Mediocampista | 23   | –      | Colo-Colo         |
| 11 |     | Jaime Moreno           | Delantero     | 20   | –      | Blooming          |
| 12 |     | Darío Rojas            | Portero       | 34   | –      | Oriente Petrolero |
| 13 |     | Modesto Soruco         | Defensa       | 28   | –      | Blooming          |
| 14 |     | Mauricio Ramos         | Mediocampista | 25   | –      | Destroyers        |
| 15 |     | Vladimir Soria         | Mediocampista | 29   | –      | Bolívar           |
| 16 |     | Luis Cristaldo         | Defensa       | 24   | –      | Bolívar           |
| 17 |     | Óscar Sánchez †        | Defensa       | 22   | –      | The Strongest     |
| 18 |     | William Ramallo        | Delantero     | 31   | –      | Oriente Petrolero |
| 19 |     | Marcelo Torrico        | Portero       | 22   | –      | The Strongest     |
| 20 |     | Ramiro Castillo †      | Mediocampista | 28   | –      | Platense          |
| 21 |     | Erwin Sánchez          | Mediocampista | 24   | –      | Boavista          |
| 22 |     | Julio César Baldivieso | Mediocampista | 22   | –      | Bolívar           |
| DT |     | Xabier Azkargorta      |               |      |        |                   |

## Participación

### Primera fase

#### Alemania – Bolivia
Grupo C
| Equipo        | Pts | PJ | PG | PE | PP | GF | GC | Dif |
| ------------- | --- | -- | -- | -- | -- | -- | -- | --- |
| Alemania      | 7   | 3  | 2  | 1  | 0  | 5  | 3  | 2   |
| España        | 5   | 3  | 1  | 2  | 0  | 6  | 4  | 2   |
| Corea del Sur | 2   | 3  | 0  | 2  | 1  | 4  | 5  | -1  |
| Bolivia       | 1   | 3  | 0  | 1  | 2  | 1  | 4  | -3  |

| 17 de junio de 1994, 15:00 | Alemania      | 1:0 (0:0) | Bolivia | Soldier Field, Chicago                                           |                                                                  |
|                            | Klinsmann 61' | Reporte   |         | Asistencia: 63 117 espectadores Árbitro(s): Arturo Brizio Carter | Asistencia: 63 117 espectadores Árbitro(s): Arturo Brizio Carter |

| 1          | POR        | Bodo Illgner      |     |
| 3          | DEF        | Andreas Brehme    |     |
| 4          | DEF        | Jürgen Kohler     |     |
| 14         | DEF        | Thomas Berthold   |     |
| 7          | MED        | Andreas Möller    |     |
| 8          | MED        | Thomas Hässler    | 83' |
| 10         | MED        | Lothar Matthäus   |     |
| 16         | MED        | Matthias Sammer   |     |
| 20         | MED        | Stefan Effenberg  |     |
| 18         | DEL        | Jürgen Klinsmann  |     |
| 9          | DEL        | Karl-Heinz Riedle | 60' |
| Entrenador | Entrenador | Berti Vogts       |     |

| 1          | POR        | Carlos Trucco          |     |
| 3          | DEF        | Marco Antonio Sandy    |     |
| 4          | DEF        | Miguel Ángel Rimba     |     |
| 5          | DEF        | Gustavo Quinteros      |     |
| 16         | DEF        | Luis Cristaldo         |     |
| 6          | MED        | Carlos Borja           |     |
| 8          | MED        | José Milton Melgar     |     |
| 15         | MED        | Vladimir Soria         |     |
| 21         | DEL        | Erwin Sánchez          |     |
| 18         | DEL        | William Ramallo        | 79' |
| 22         | DEL        | Julio César Baldivieso | 66' |
| Entrenador | Entrenador | Xavier Azkargorta      |     |

| 21 | MED | Mario Basler  | 60' |
| 2  | MED | Thomas Strunz | 83' |

| 11 | DEL | Jaime Moreno     | 66' |
| 10 | MED | Marco Etcheverry | 79' |

| Anotado | 61' | Jürgen Klinsmann | 1–0 |

|  |

| Amonestado | 6'  | Jürgen Kohler  |
| Amonestado | 54' | Andreas Möller |

| Amonestado | 37' | Julio César Baldivieso |
| Amonestado | 39' | Vladimir Soria         |
| Amonestado | 66' | Carlos Borja           |
| Amonestado | 89' | Gustavo Quinteros      |

| Expulsado | 82' | Marco Etcheverry |

| Árbitro             | Arturo Brizio Carter |
| Árbitros asistentes | Eugene Brazzale      |
| Árbitros asistentes | Gordon Dunster       |
| Cuarto árbitro      | Rodrigo Badilla      |

| 1          | POR        | Bodo Illgner      |     |
| 3          | DEF        | Andreas Brehme    |     |
| 4          | DEF        | Jürgen Kohler     |     |
| 14         | DEF        | Thomas Berthold   |     |
| 7          | MED        | Andreas Möller    |     |
| 8          | MED        | Thomas Hässler    | 83' |
| 10         | MED        | Lothar Matthäus   |     |
| 16         | MED        | Matthias Sammer   |     |
| 20         | MED        | Stefan Effenberg  |     |
| 18         | DEL        | Jürgen Klinsmann  |     |
| 9          | DEL        | Karl-Heinz Riedle | 60' |
| Entrenador | Entrenador | Berti Vogts       |     |

| 1          | POR        | Carlos Trucco          |     |
| 3          | DEF        | Marco Antonio Sandy    |     |
| 4          | DEF        | Miguel Ángel Rimba     |     |
| 5          | DEF        | Gustavo Quinteros      |     |
| 16         | DEF        | Luis Cristaldo         |     |
| 6          | MED        | Carlos Borja           |     |
| 8          | MED        | José Milton Melgar     |     |
| 15         | MED        | Vladimir Soria         |     |
| 21         | DEL        | Erwin Sánchez          |     |
| 18         | DEL        | William Ramallo        | 79' |
| 22         | DEL        | Julio César Baldivieso | 66' |
| Entrenador | Entrenador | Xavier Azkargorta      |     |

| 21 | MED | Mario Basler  | 60' |
| 2  | MED | Thomas Strunz | 83' |

| 11 | DEL | Jaime Moreno     | 66' |
| 10 | MED | Marco Etcheverry | 79' |

| Anotado | 61' | Jürgen Klinsmann | 1–0 |

|  |

| Amonestado | 6'  | Jürgen Kohler  |
| Amonestado | 54' | Andreas Möller |

| Amonestado | 37' | Julio César Baldivieso |
| Amonestado | 39' | Vladimir Soria         |
| Amonestado | 66' | Carlos Borja           |
| Amonestado | 89' | Gustavo Quinteros      |

| Expulsado | 82' | Marco Etcheverry |

| Árbitro             | Arturo Brizio Carter |
| Árbitros asistentes | Eugene Brazzale      |
| Árbitros asistentes | Gordon Dunster       |
| Cuarto árbitro      | Rodrigo Badilla      |

#### Bolivia – Corea del Sur
| 23 de junio de 1994, 19:30 | Bolivia | 0:0     | Corea del Sur | Foxboro Stadium, Boston                                    |                                                            |
|                            |         | Reporte |               | Asistencia: 54 453 espectadores Árbitro(s): Leslie Mottram | Asistencia: 54 453 espectadores Árbitro(s): Leslie Mottram |

| 1          | POR        | Carlos Trucco          |     |
| 3          | DEF        | Marco Antonio Sandy    |     |
| 4          | DEF        | Miguel Ángel Rimba     |     |
| 5          | DEF        | Gustavo Quinteros      |     |
| 16         | DEF        | Luis Cristaldo         |     |
| 6          | MED        | Carlos Borja           |     |
| 8          | MED        | José Milton Melgar     |     |
| 15         | MED        | Vladimir Soria         |     |
| 21         | DEL        | Erwin Sánchez          |     |
| 18         | DEL        | William Ramallo        | 67' |
| 22         | DEL        | Julio César Baldivieso |     |
| Entrenador | Entrenador | Xavier Azkargorta      |     |

| 1          | POR        | Choi In-young  |     |
| 4          | DEF        | Kim Pan-keun   |     |
| 5          | DEF        | Park Jung-bae  |     |
| 20         | DEF        | Hong Myung-bo  |     |
| 6          | MED        | Lee Young-jin  |     |
| 7          | MED        | Shin Hong-gi   |     |
| 8          | MED        | Noh Jung-yoon  | 71' |
| 9          | MED        | Kim Joo-sung   |     |
| 10         | DEL        | Ko Jeong-woon  |     |
| 11         | DEL        | Seo Jung-won   | 65' |
| 18         | DEL        | Hwang Sun-hong |     |
| Entrenador | Entrenador | Kim Ho         |     |

| 9 | DEL | Álvaro Peña | 67' |

| 16 | MED | Ha Seok-ju    | 65' |
| 12 | DEF | Choi Young-il | 71' |

|  |

|  |

| Amonestado | 22' | Miguel Ángel Rimba     |
| Amonestado | 22' | Luis Cristaldo         |
| Amonestado | 32' | Julio César Baldivieso |

| Amonestado | 38' | Ko Jeong-woon |
| Amonestado | 62' | Shin Hong-gi  |
| Amonestado | 89' | Park Jung-bae |

| Otorgado · Otorgado otra vez · Expulsado | 82' | Luis Cristaldo |

|  |

| Árbitro             | Leslie Mottram        |
| Árbitros asistentes | Luc Matthys           |
| Árbitros asistentes | Bo Jonas Hil Karlsson |
| Cuarto árbitro      | Mikael Erik Everstig  |

| 1          | POR        | Carlos Trucco          |     |
| 3          | DEF        | Marco Antonio Sandy    |     |
| 4          | DEF        | Miguel Ángel Rimba     |     |
| 5          | DEF        | Gustavo Quinteros      |     |
| 16         | DEF        | Luis Cristaldo         |     |
| 6          | MED        | Carlos Borja           |     |
| 8          | MED        | José Milton Melgar     |     |
| 15         | MED        | Vladimir Soria         |     |
| 21         | DEL        | Erwin Sánchez          |     |
| 18         | DEL        | William Ramallo        | 67' |
| 22         | DEL        | Julio César Baldivieso |     |
| Entrenador | Entrenador | Xavier Azkargorta      |     |

| 1          | POR        | Choi In-young  |     |
| 4          | DEF        | Kim Pan-keun   |     |
| 5          | DEF        | Park Jung-bae  |     |
| 20         | DEF        | Hong Myung-bo  |     |
| 6          | MED        | Lee Young-jin  |     |
| 7          | MED        | Shin Hong-gi   |     |
| 8          | MED        | Noh Jung-yoon  | 71' |
| 9          | MED        | Kim Joo-sung   |     |
| 10         | DEL        | Ko Jeong-woon  |     |
| 11         | DEL        | Seo Jung-won   | 65' |
| 18         | DEL        | Hwang Sun-hong |     |
| Entrenador | Entrenador | Kim Ho         |     |

| 9 | DEL | Álvaro Peña | 67' |

| 16 | MED | Ha Seok-ju    | 65' |
| 12 | DEF | Choi Young-il | 71' |

|  |

|  |

| Amonestado | 22' | Miguel Ángel Rimba     |
| Amonestado | 22' | Luis Cristaldo         |
| Amonestado | 32' | Julio César Baldivieso |

| Amonestado | 38' | Ko Jeong-woon |
| Amonestado | 62' | Shin Hong-gi  |
| Amonestado | 89' | Park Jung-bae |

| Otorgado · Otorgado otra vez · Expulsado | 82' | Luis Cristaldo |

|  |

| Árbitro             | Leslie Mottram        |
| Árbitros asistentes | Luc Matthys           |
| Árbitros asistentes | Bo Jonas Hil Karlsson |
| Cuarto árbitro      | Mikael Erik Everstig  |

#### España – Bolivia
| 27 de junio de 1994, 15:00 | España                                  | 3:1 (1:0) | Bolivia     | Soldier Field, Chicago                                      |                                                             |
|                            | Guardiola 19' (pen.) · Caminero 66' 70' | Reporte   | Sánchez 67' | Asistencia: 63 089 espectadores Árbitro(s): Rodrigo Badilla | Asistencia: 63 089 espectadores Árbitro(s): Rodrigo Badilla |

| 1          | POR        | Andoni Zubizarreta |     |
| 2          | DEF        | Albert Ferrer      |     |
| 5          | DEF        | Abelardo Fernández |     |
| 12         | DEF        | Sergi Barjuán      |     |
| 17         | DEF        | Salvador Voro      |     |
| 7          | MED        | Goikoetxea         |     |
| 8          | MED        | Julen Guerrero     |     |
| 9          | MED        | Josep Guardiola    | 68' |
| 15         | MED        | José Luis Caminero |     |
| 16         | MED        | Felipe Miñambres   | 45' |
| 19         | DEL        | Julio Salinas      |     |
| Entrenador | Entrenador | Javier Clemente    |     |

| 1          | POR        | Carlos Trucco       |     |
| 2          | DEF        | Juan Manuel Peña    |     |
| 3          | DEF        | Marco Antonio Sandy |     |
| 4          | DEF        | Miguel Ángel Rimba  |     |
| 13         | DEF        | Modesto Soruco      |     |
| 6          | MED        | Carlos Borja        |     |
| 8          | MED        | José Milton Melgar  |     |
| 14         | MED        | Mauricio Ramos      | 47' |
| 15         | MED        | Vladimir Soria      | 62' |
| 21         | DEL        | Erwin Sánchez       |     |
| 18         | DEL        | William Ramallo     |     |
| Entrenador | Entrenador | Xavier Azkargorta   |     |

| 6  | DEF | Fernando Hierro   | 45' |
| 10 | MED | José María Bakero | 68' |

| 11 | DEL | Jaime Moreno    | 47' |
| 20 | MED | Ramiro Castillo | 62' |

| Anotado · Penal | 19' | Josep Guardiola | 1–0 |
| Anotado         | 65' | Pérez Caminero  | 2–0 |
| Anotado         | 71' | Pérez Caminero  | 3–1 |

| Anotado | 67' | Erwin Sánchez | 2–1 |

| Amonestado | 46' | Albert Ferrer      |
| Amonestado | 90' | José Luis Caminero |

| Árbitro             | Rodrigo Badilla           |
| Árbitros asistentes | Raimundo Calix García     |
| Árbitros asistentes | Yousif Abdulla Al-Ghattan |
| Cuarto árbitro      | Ali Bujsaim               |

| 1          | POR        | Andoni Zubizarreta |     |
| 2          | DEF        | Albert Ferrer      |     |
| 5          | DEF        | Abelardo Fernández |     |
| 12         | DEF        | Sergi Barjuán      |     |
| 17         | DEF        | Salvador Voro      |     |
| 7          | MED        | Goikoetxea         |     |
| 8          | MED        | Julen Guerrero     |     |
| 9          | MED        | Josep Guardiola    | 68' |
| 15         | MED        | José Luis Caminero |     |
| 16         | MED        | Felipe Miñambres   | 45' |
| 19         | DEL        | Julio Salinas      |     |
| Entrenador | Entrenador | Javier Clemente    |     |

| 1          | POR        | Carlos Trucco       |     |
| 2          | DEF        | Juan Manuel Peña    |     |
| 3          | DEF        | Marco Antonio Sandy |     |
| 4          | DEF        | Miguel Ángel Rimba  |     |
| 13         | DEF        | Modesto Soruco      |     |
| 6          | MED        | Carlos Borja        |     |
| 8          | MED        | José Milton Melgar  |     |
| 14         | MED        | Mauricio Ramos      | 47' |
| 15         | MED        | Vladimir Soria      | 62' |
| 21         | DEL        | Erwin Sánchez       |     |
| 18         | DEL        | William Ramallo     |     |
| Entrenador | Entrenador | Xavier Azkargorta   |     |

| 6  | DEF | Fernando Hierro   | 45' |
| 10 | MED | José María Bakero | 68' |

| 11 | DEL | Jaime Moreno    | 47' |
| 20 | MED | Ramiro Castillo | 62' |

| Anotado · Penal | 19' | Josep Guardiola | 1–0 |
| Anotado         | 65' | Pérez Caminero  | 2–0 |
| Anotado         | 71' | Pérez Caminero  | 3–1 |

| Anotado | 67' | Erwin Sánchez | 2–1 |

| Amonestado | 46' | Albert Ferrer      |
| Amonestado | 90' | José Luis Caminero |

| Árbitro             | Rodrigo Badilla           |
| Árbitros asistentes | Raimundo Calix García     |
| Árbitros asistentes | Yousif Abdulla Al-Ghattan |
| Cuarto árbitro      | Ali Bujsaim               |